# Maximilian Kroll
Maximilian Kroll (* 20. Januar 1993 in Berlin) ist ein deutscher ehemaliger Handballspieler.

## Karriere
Maximilian Kroll spielte seit 2011 bei den Füchsen Berlin. In seiner ersten Saison gewann er mit den Berlinern die A-Jugendmeisterschaft. Seit der Saison 2012/13 gehörte der 1,90 Meter große Handballtorwart zum Profikader und spielte sowohl für die 1. Mannschaft in der Bundesliga als auch für die 2. Mannschaft in der 3. Liga. Zur Saison 2014/15 wechselte er zum Zweitligaaufsteiger GSV Eintracht Baunatal. Ab dem Sommer 2015 stand er beim Drittligisten Eintracht Hildesheim unter Vertrag,  mit dem er 2017 den Aufstieg in die zweite Handball-Bundesliga schaffte. Zur Saison 2017/18 wechselte er zum Oberligisten TSG Altenhagen-Heepen. Dort wurde sein Vertrag nach zwei Jahren nicht verlängert.
Kroll gehörte zum Kader der deutschen Juniorennationalmannschaft, für die er acht Länderspiele bestritt.

### Torwarttrainer
Zuletzt war Kroll Torwarttrainer bei den Frauen der Füchse Berlin.